# رون رينولدز
رون رينولدز (بالإنجليزية: Ron Reynolds)‏ (2 يونيو 1928 في المملكة المتحدة - 2 يونيو 1999 في المملكة المتحدة) هو لاعب كرة قدم بريطاني في مركز حراسة المرمى. لعب مع توتنهام هوتسبير ونادي ساوثهامبتون ونادي ألدرشوت.

## وصلات خارجية
- رون رينولدز على موقع قاعدة بيانات كرة القدم.إي يو (الإنجليزية)